# 塔里木兔
塔里木兔（学名：Lepus yarkandensis，又名叶尔羌兔）为兔科兔属的哺乳动物，是中国的特有物种。分布于新疆塔里木盆地和罗布泊洼地。该物种的模式产地在新疆叶尔羌河流域。塔里木兔是兔形目中唯一分布在新疆的特有种。是中华人民共和国国家二级保护动物。

## 形态特征
塔里木兔是一種体型較小的野兔，体长从29厘米到43厘米不等，尾长6到11厘米不等，体重约1.4千克。耳朵长且大，比头部总长要长1到2厘米。与雪兔最明显的区别是塔里木兔耳尖不呈黑色。体毛短且直。夏季时，塔里木兔背部毛色主要为沙褐色，并有灰色、黑色的细斑，头部和面部的毛色也为沙褐色，两颊颜色较浅，眼周围的毛色为深沙褐色。体侧则为沙黄色，颏、喉及腹部毛色为白色。冬季时，塔里木兔毛色比夏季浅，背部毛色主要为浅沙棕色，眼睛到耳朵前方为黄白色，尾背面中央有一个大斑块，与背部颜色相同，斑周围为纯白色，尾底面与斑周围颜色相同。塔里木兔耳背与体色相同，耳尖颜色稍深。塔里木兔拥有较小的头骨，短鼻骨，鼻骨后侧宽。眼眶上突，且短窄。塔里木兔的听泡非常大。雌兔共有3对乳头，其中胸部2对，腹部1对。
塔里木兔因其耳长且大，听觉灵敏。该物种可以利用长耳壳听到距离远的微弱声响，从而及时发现天敌的来袭。塔里木兔的奔跑速度相较于部分其他兔类快。

## 发现与分类
塔里木兔首次被记载是在德国裔英国动物学家阿尔伯特·甘瑟在1875年于《自然历史年鉴和杂志（Annals and Magazine of Natural History）》（后与其他期刊合并为《自然历史杂志（Journal of Natural History）》）上发表的《中亚一些似野兔的哺乳动物之描述（Descriptions of some Leporine Mammals from Central Asia）》之中。在这片文章中阿尔伯特·甘瑟将该兔命名为Lepus yarkandensis。在动物分类上属于哺乳纲兔形目兔科兔属，1964年，古利耶夫（Gureev）将其归于塔里木兔亚属（Tarimolagus）。塔里木兔没有亚种分化的报道。

## 分布与栖息地
塔里木兔分布在沿塔里木盆地周边，塔里木河源头的叶尔羌河、和田河以及塔里木河沿岸的胡杨林、红柳林以及塔里木河下游和罗布泊附近都能看到塔里木兔的身影，在塔克拉玛干沙漠周边的半沙漠草原和塔里木河河水泛滥地区亦能发现塔里木兔。塔里木兔栖息地海拔主要出现在900米到1200米。从行政区划上来说主要分布在巴音郭楞蒙古自治州尉犁县、若羌县、轮台县、且末县，和田地区的民丰县、于田县、墨玉县、策勒县、皮山县，阿克苏地区的库车市、阿瓦提县、温宿县，喀什地区的巴楚县以及阿拉尔市等地。不过在其分布区的边缘地带，该物种的栖息地常与中亚兔（Lepus tibetanus）的栖息地有交叉。塔里木兔是荒漠地带的典型栖居者，塔里木兔的生境主要为以距离河流较近胡杨林，部分沙化的胡杨红柳混交林，以红柳为主的红柳灌木，杨树、柳树、杏树、苹果树为主的人工林以及以小麦、玉米、甜菜、苜蓿等为主要作物的农田。

## 演化
从线粒体基因结构上判断，塔里木兔和蒙古兔（Lepus tolai）可能拥有着共同的祖先。到了第四纪时，气候变化影响了塔里木盆地的生态系统，进而影响了该地区物种种群的分布和遗传结构。生活在塔里木盆地西部和南部的塔里木兔种群有着相似的遗传史，这有可能是第四纪气候变化时，这些地方本为大片连续的绿洲，于是这片绿洲成为了塔里木兔的生物庇护所。生活于此的塔里木兔具有较低的遗传多样性，其原因可能是因为在更新世间冰期时，塔里木兔种群开始扩张，从而使得该地区种群中具有较高的基因流动。更新世中期，塔克拉玛干沙漠开始扩张，于是部分塔里木兔在冰后期开始从西南先向北然后向东进行过3次拓殖，从而形成现在生活在塔里木北部和东部塔里木兔种群。松碎的沙漠导致塔里木兔群体之间的基因流动较低，且南部和北部的种群中间已经开始出现较为明显的分化。除此之外，气候变化引起的绿洲变化、河流流量和流向变化以及人类活动都可能对塔里木兔的种群数量产生影响。

## 习性
塔里木兔的主要食物包括罗布麻、甘草、骆驼刺、苇的根和嫩茎以及树皮、树根和草根等，当天然食物匮乏之时，塔里木兔会迁徙至居民点附近，以瓜类等农作物和农作物的秸秆等作为食物。也因为冬季食物匮乏，塔里木兔会以幼树和嫩梢为食。例如1959年到1962年，阿克苏扎木台林场建场初期的3000余亩林场因为塔里木兔的啃食，超过600亩的林场幼树死亡。在林场中，塔里木兔尤其喜欢啃食洋槐，其次有黄柳、箭杆杨，再其次为银白杨、苹果树、梣叶槭、沙枣、白蜡和核桃。
塔里木兔适应干旱荒漠气候，不喜群居，且无固定洞穴，塔里木兔的巢穴有三种，其一为地面上密草丛中的巢穴，第二种是刚好容下自己身体的穴，第三种则是距离地面80到100厘米深的洞穴。这些巢穴既可以预防天敌鹰的袭击，在夏季也可防暑。塔里木兔昼伏夜出，不过随着季节的变换有所区别。在冬季，塔里木兔为了避免与天敌相遇，严格的在日出之前和日落之后活动，仅在黎明前和黄昏后觅食。白日则藏匿在芦苇丛、红柳灌木丛等灌木丛之下。而夏季，塔里木兔在白天也会活动。塔里木兔外出活动路线固定，从何处出发必从何处返回。
夏季是塔里木兔的繁殖期，不过野生的塔里木兔在2月就开始求偶，求偶现象一直持续到7月份，3月便可看到幼兔。雌兔每年能产2到3窝仔，每窝1到5只幼兔，其中每年第一胎多为1只。幼兔全身被毛，出生便可以睁眼活动，哺乳期3到5天，之后可以分窝生活，幼兔到了第二年便有了生育能力。如果将雌雄兔放在同一个笼子里饲养的话，雄兔往往会被咬死。

## 寄生虫与流行病
硬蜱科生物是塔里木兔常见的体外寄生物，已知的有亚洲璃眼蜱（Hyalomma asiaticum）、短小扇头蜱（Rhipicephalus pumilio）、血红扇头蜱（Rhipicephalus sanguineus）和银盾革蜱（Dermacentor niveus）。塔里木兔暂未出现兔形目的专嗜寄生蚤，不过其身上常见有子午沙鼠的体外寄生蚤同形客蚤（Xenopsylla conformis）与三趾跳鼠的体外寄生蚤塔里木客蚤（Xenopsylla tarmensis）。
因为克里米亚–刚果出血热（新疆出血热）的媒介蜱，亚洲璃眼蜱等寄生物寄生于塔里木兔体外，而塔里木兔种群密度又比较高，在塔里木兔体内可检测出克里米雅–刚果出血热抗原或抗体。塔里木兔是克里米雅–刚果出血热的储存宿主之一。

## 种群数量和保护
二十世纪50年代，塔里木河下游和罗布泊一带居住有较大数量的塔里木兔。在夏日的巴楚县夏河一带，每小时可见到5到10只塔里木兔，1个采集日可得10到20只。二十世纪60年代初期，轮台县年收购塔里木兔皮张能超过1.3万张。而到了60年代中期，这个数字跌倒了每年2000到4000张左右。从二十世纪90年代开始，因为《中华人民共和国野生动物保护法》的出台，塔里木兔的种群数量有所增加，到2006年，轮台县的塔里木兔种群密度超过10只每平方千米，动态资源储量超过了10.5万只。2009年，学者推测塔里木兔的总数大约在20万只。不过到了2016年，塔里木盆地面积超过14万平方千米的适宜塔里木兔生境中，塔里木兔的种群密度超过9只每平方千米，动态资源储量超过130万只。
塔里木兔面临着由于当地经济发展、石油开采集等人类活动所带来的威胁，使得一些地区的种群数量明显下降。另外，因为塔里木兔的毛皮、肉及副产品均有经济价值，使得塔里木兔又面临着被盗猎的风险降。因为这些威胁持续存在，所以塔里木兔被列入多个保护动物名录。塔里木兔在中华人民共和国《国家重点保护野生动物名录》中为国家二级保护动物。在《国际自然保护联盟濒危物种红色名录》中被列为近危物种。在《中国脊椎动物红色名录》中亦将其列为近危物种。